# Cazzu
Julieta Emilia Cazzuchelli (Fraile Pintado, 16 de dezembro de 1993), mais conhecida como Cazzu, é uma rapper, cantora e compositora argentina.
Em seu início, ela se aventurou em outros gêneros musicais, como rock e cúmbia, mas foi até o lançamento de seu primeiro trabalho se aventurando no Trap, Maldade$ em 2017, gênero que não tinha referências argentinas e não era popular até então no país, que começaram a ganhar maior reconhecimento e popularidade. Sua ascensão à fama veio com sua participação na música "Loca", junto com Khea e Duki, que tem um remix com o artista porto-riquenho Bad Bunny.

## Biografia
Julieta nasceu em 16 de dezembro de 1993 em Fraile Pintado. Ela cresceu em uma família pequena e começou a cantar aos onze anos. No início cantava folclore nos palcos de Jujuy, incentivada por seu pai, enquanto ela e sua irmã, Florencia, participavam de concursos de canto e festas escolares, incentivadas por seus professores. Seu interesse pela música tornou-se enorme, começando a experimentar na escola e em algumas bandas de diferentes gêneros aos quais poderia pertencer.
Quando terminou a escola, estudou cinema em Tucumán. Mais tarde, mudou-se para a província de Buenos Aires com o objetivo de estudar design multimídia, embora seu objetivo fosse a música. Com seu primeiro emprego após terminar o ensino médio, pagou suas primeiras salas de gravação e clipes.
Começou sua carreira musical na cúmbia, sob o nome artístico de Juli-K, gênero no qual não teve muito sucesso. Ela também esteve em várias bandas de rock onde fez seus primeiros shows em que cantou ao vivo, mas também não obteve sucesso.

## Carreira

### 2020-presente:Bonus TrapeUna Niña Inútil
No início de 2020, ela se apresentou pela primeira vez no Cosquín Rock, o maior festival da Argentina, diante de mais de 65.000 pessoas. Em meados de abril lançou Bonus Trap, o EP que culmina o ciclo do que foi seu álbum Error 93. Seu primeiro single "Bounce" define bem o som trap que a representa. "Esquina", o segundo single foi em colaboração com Noriel e Eladio Carrión, seguida de "Me Prefers Me", que conta com a colaboração de Myke Towers.
Após o lançamento de seu EP, ela fez parte do fenômeno Bizarrap, estreando Music Sessions #32, tornando-se a segunda artista a participar desta sessão depois de Nicki Nicole. Mais tarde, lançou seu segundo EP, Una niña inútil, que explora a música dentro do R&B, inspirado nos poemas da escritora argentina Alfonsina Storni. O EP tem 7 músicas, das quais 2 são colaborações e cada música é intitulada como um dos poemas de Alfonsina. "Miedo" foi lançado como single deste álbum. O álbum foi anunciado pelo Spotify nas telas da Times Square, espaço mítico de Nova Iorque.
Obteve uma indicação na categoria Melhor Artista Revelação no Grammy Latino de 2020. Nesse mesmo ano também lançou o single "Gatita Gangster" com Ñengo Flow.
No início de 2021, colaborou com María Becerra no single "Animal", que teve mais de 100 milhões de visualizações no YouTube. Também fez parte dos treinadores convidados de La Voz Argentina para Telefe. Em fevereiro desse mesmo ano, ela lançou "C14TORCE IV", uma série de divulgação de singles que foi lançado todos os dias desde 14 de fevereiro 2018. Ela também lançou "Turra" com o DJ Alan Gómez e apresentou seu segundo EP ao vivo Una niña inútil. Mais tarde, em junho, lançaria "Dime donde" com Justin Quiles.

## Características musicais

### Influências
Cazzu afirmou que Jeremih está entre os artistas que influenciaram seu estilo musical, sendo um de seus favoritos em termos de composição métrica e estilos, apesar de não abraçar totalmente o R&B. Ela também nomeou outros artistas em várias ocasiões, como Daddy Yankee, Ivy Queen, Wisin & Yandel, entre outros do gênero reggaeton, que sofreram mutações ao longo de suas carreiras e ainda estão em vigor.
Fora do gênero urbano, Cazzu revelou grande admiração pela cantora canadense Avril Lavigne, dizendo: "Quando estudava, eu ia na casa de uma amiga e assistia a canais de música na TV. Foi aí que comecei a abrir minha mente porque embora sempre houvesse muita música em minha casa, o que mais se ouvia era folclore. Quando descobri Avril Lavigne, causou uma revolução na minha cabeça. Ela era tudo o que eu poderia esperar de uma garota".

## Vida pessoal
Durante um show na Movistar Arena, a rapper anunciou sua gravidez, fruto do relacionamento com o cantor mexicano Christian Nodal. A criança, uma menina nomeada Inti (Sol na mitologia inca), nasceu em 14 de setembro de 2023. Em maio de 2024, anunciou sua separação de Christian Nodal.

## Discografia

### Álbuns de estúdio
| Álbum       | Detalhes | Melhores posições |
| Álbum       | Detalhes | ESP               |
| ----------- | --- | ----------------- |
| Error 93    | - Lançamento: 3 de junho de 2019 - Gravadora: Rimas Entertainment - Formatos: CD, download digital, streaming         | 84                |
| Nena Trampa | - Lançamento: 3 de maio de 2022 - Gravadora: Rimas Entertainment - Formatos: download digital, streaming              | —                 |
| Latinaje    | - Lançamento: 24 de abril de 2025 - Gravadora: Rimas Entertainment, Dale Play - Formatos: download digital, streaming | —                 |

### Extended Play
| Álbum           | Detalhes | Certificações |
| --------------- | --- | ------------- |
| Bonus Trap      | - Lançamento: 23 de abril de 2020 - Gravadora: Universal Latin - Formatos: download digital, streaming      | - : Platina   |
| Una Niña Inutil | - Lançamento: 28 de agosto de 2020 - Gravadora: Universal Latin - Formatos: CD, download digital, streaming |               |

### Mixtape
| Álbum    | Detalhes                                                                                                 |
| -------- | --- |
| Maldade$ | - Lançamento: 25 de outubro de 2017 - Gravadora: Seven Music - Formatos: CD, download digital, streaming |

## Prêmios e indicações
| Premiação            | Ano  | Recipiente                                           | Categoria                            | Resultado | Ref.   |
| -------------------- | ---- | ---------------------------------------------------- | ------------------------------------ | --------- | ------ |
| Grammy Latino        | 2020 | Cazzu                                                | Melhor Artista Revelação             | Indicada  | [ 26 ] |
| Prêmios Gardel       | 2020 | C14torce II                                          | Melhor Álbum/Canção de Música Urbana | Indicada  | [ 27 ] |
| Prêmios Gardel       | 2020 | Tumbando el Club (Remix)                             | Melhor Colaboração Trap/Urbana       | Indicada  | [ 27 ] |
| Prêmios Gardel       | 2021 | "Ladrón" (com Lali)                                  | Canção do Ano                        | Venceu    | [ 28 ] |
| Prêmios Gardel       | 2021 | Una Niña Inútil                                      | Melhor Álbum Conceitual              | Indicada  | [ 28 ] |
| Prêmios Gardel       | 2021 | Una Niña Inútil                                      | Melhor Música/Álbum Urbana-Rap       | Indicada  | [ 28 ] |
| Prêmios Gardel       | 2021 | Una Niña Inútil                                      | Melhor Design de Capa                | Indicada  | [ 28 ] |
| Prêmios Gardel       | 2023 | Nena Trampa                                          | Melhor Álbum Urbano                  | Indicada  | [ 29 ] |
| Prêmios Gardel       | 2025 | "La cueva"                                           | Melhor Canção Pop Urbana             | Indicada  | [ 30 ] |
| Premios Juventud     | 2019 | Cazzu                                                | Revelação nos EUA                    | Indicada  | [ 31 ] |
| Premios Juventud     | 2020 | Cazzu                                                | Prêmio Nova Geração - Feminina       | Venceu    | [ 32 ] |
| Premios Juventud     | 2020 | Cazzu                                                | O Mais Trendy                        | Indicada  | [ 33 ] |
| Premios Juventud     | 2021 | Cazzu                                                | Artista Jovem Feminina               | Indicada  | [ 34 ] |
| Premios Juventud     | 2021 | Una Niña Inútil                                      | Álbum do Ano                         | Indicada  | [ 34 ] |
| Premios Juventud     | 2021 | "Animal" (com María Becerra)                         | Girl Power                           | Indicada  | [ 34 ] |
| Premios Juventud     | 2021 | "Las Nenas" (com Natti Natasha, Fariana e La Duraca) | Girl Power                           | Indicada  | [ 34 ] |
| Premios Juventud     | 2021 | "Las Nenas" (com Natti Natasha, Fariana e La Duraca) | Social Dance Challenge               | Indicada  | [ 34 ] |
| Premios Juventud     | 2022 | Cazzu                                                | Artista Feminina – Em Ascensão       | Indicada  | [ 35 ] |
| Premio Lo Nuestro    | 2020 | Cazzu                                                | Artista Revelação                    | Indicada  | [ 36 ] |
| Premio Lo Nuestro    | 2022 | Cazzu                                                | Artista Femenina Urbana do Ano       | Indicada  | [ 37 ] |
| Premio Lo Nuestro    | 2022 | "Dime Dónde" (com Justin Quiles)                     | Colaboração do Ano                   | Indicada  | [ 37 ] |
| Prêmio Martín Fierro | 2019 | Cazzu                                                | Melhor Artista Musical               | Indicada  | [ 38 ] |
| Prêmio Martín Fierro | 2019 | Cazzu                                                | Melhor Cantora Feminina              | Indicada  | [ 38 ] |